# 遠東航空103號班機空難
遠東航空103號班機是由台灣台北松山機場飛往高雄國際機場的班機。1981年8月22日，一架隸屬於遠東航空的波音737-222型客機在執行此航班任務時，於空中解體並墜毀在苗栗縣三義鄉雙湖村大坑地區的山區，故又常被稱為三義空難。

## 飛機基本資料
- 飛機機型：波音737-222
- 製造序號（msn）：19939/151
- 機身編號：B-2603（前聯合航空N9058U）

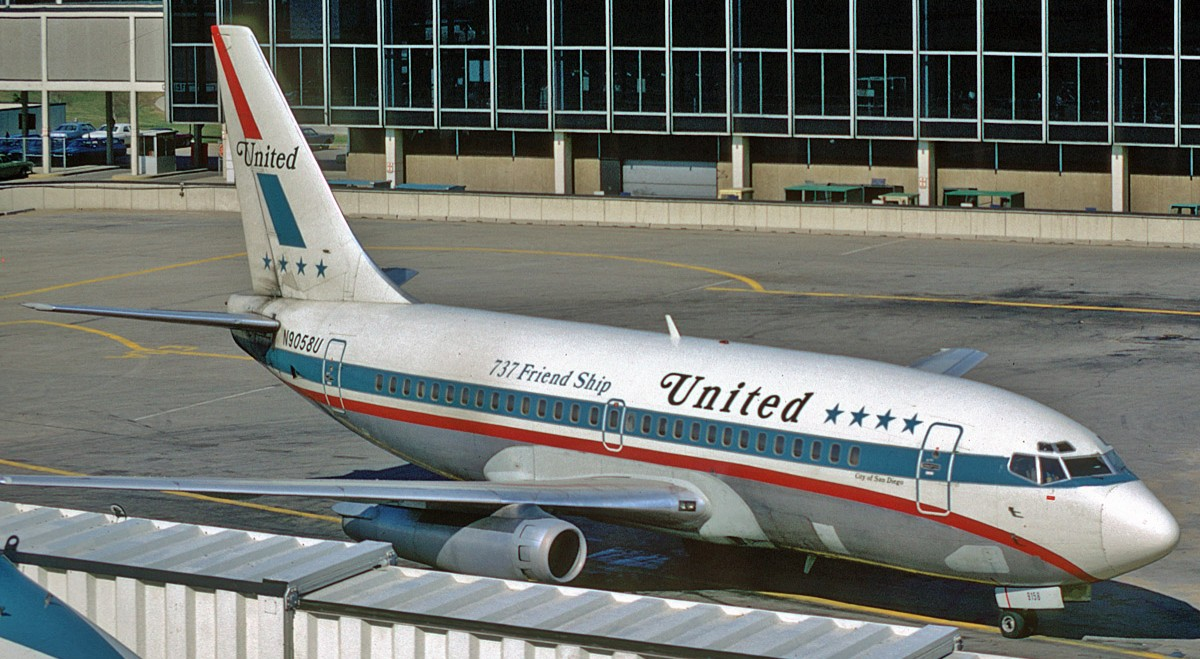
1974年3月攝於美國伊利諾伊州芝加哥奧黑爾國際機場的照片，當時事故的飛機尚於美國的聯合航空服役，註冊編號為N9058U

- 出廠年：1969年

## 概要
B-2603飛機，在當天由台北飛往高雄，起飛10分鐘後，發生艙壓失壓，於是飛回台北檢修。當日檢修完畢後，執行103號航班的飛行任務，從台北松山機場飛往高雄國際機場。起飛14分鐘後，失壓解體，機首墜毀於苗栗縣三義鄉，其它機身墜毀散布於苗栗縣的銅鑼鄉、苑裡鎮及通霄鎮山區。機組員6人、旅客104人全數罹難，旅客中包括第一屆國民大會嫩江省東興縣代表周世光、日本女作家向田邦子、台灣獨立運動人士黃明宗（黃華）四弟黃明義。向田邦子為其所寫的隨筆集而到台灣進行取材旅行。罹難旅客名單中，共有81名臺灣人、18名日本人與5名美國人也搭乘該班機。事故發生後，由於該地為山區，公路交通不便，罹難者遺體是藉由公路運到台灣鐵路山線勝興車站（現已廢止）轉運送出。

## 可能事故原因
本機在事發當月出現兩次機艙失壓事件。1981年8月5日在執行台北（松山）往高雄的航班中發生過機艙失壓。1981年8月22日台北（松山）往馬公（澎湖）的航班中再度發生機艙失壓，機組人員決定返回台北進行檢修。同日檢修完畢後再度執行103號航班往高雄，起飛14分鐘後遭受爆炸性失壓造成空中解體。事後經調查發現機體有嚴重腐蝕，導致機身蒙皮破裂，進而解體失事。
遠東航空自從1976年4月從聯合航空購買此737 B-2603，廣泛使用於台灣國內線航班。遠東航空的737-200都會派飛外島航線像是金門、馬公（澎湖）的航線，當時的外島包裹或海產生鮮類若是要趕時間的話會以空運在當天抵達台灣本島。相比現在的運送規定，當時的要求較不嚴格，海產及生鮮類直接以保麗龍盒包裝或簍子直接上飛機貨艙。因為海水具有鹽份，時間長久下來，鹽份的侵蝕作用久對機身結構產生一定的傷害。由於當時的維修上程序較現在並不嚴謹，且僅以經驗判別是否有問題（理論上是需照著維修手冊試圖找出問題所在），客觀上仍欠缺危機意識並未在飛機進場大修時即時找到已經被侵蝕的結構並做補強。空難當日在該班機前個航班機組（機師）人員連續反映（閥門加壓問題）之後，僅作簡易的檢視及維修（其實也僅做暫時性修復）並且換掉組員之後重新執行該航班，進而導致悲劇產生。
可能的原因：因為長期載運海鮮，海鮮未確實包裝，導致海水在機身下層結構中存在大量鏽蝕，並且在許多位置由於間接鏽蝕和蒙皮剝落造成內部鏽蝕穿孔和裂縫，此外也可能存在未檢測到的裂縫，再加上飛機的大量加壓循環（總共33,313次著陸）中，讓這些鏽蝕的孔和裂縫持續惡化，在達到某一飛行高度和壓差下加速了裂痕斷裂的速度導致爆炸性失壓和客艙地板突然斷裂，斷裂的樑和連接框架切斷了飛控系統和電線。最終失去動力，失去控制，空中解體。

## 事故後續
B-2603失事後，罹難者的遺體從勝興車站運送出山。遠東航空跳過103及104航班；雖一度恢復，但2007年9月由於台北－高雄航線受台灣高鐵通車影響而減班，再度被跳過。而就在該機失事多年後遠東航空為了彌補其運輸上的缺口，便向民航局借貸向波音購買一架全新的737-200回台（編號B-2625），而航空公司內曾一度有多達8架的737-100/200做營運。隨著這些737機齡也逐漸增加，性能及油耗方面已經無任何競爭優勢，1999年9月15日前全面淘汰這些737-200（最後一架除役編號B-2615），並由由當時最新的MD-82/83系列飛機取代。

## 乘客國籍統計
| 國籍     | 乘客 | 機組人員 | 總計 |
| -------- | ---- | -------- | ---- |
| 中華民國 | 75   | 6        | 81   |
| 日本     | 18   | 0        | 18   |
| 美国     | 5    | 0        | 5    |
| 總計     | 104  | 6        | 110  |

## 遠航空難紀念

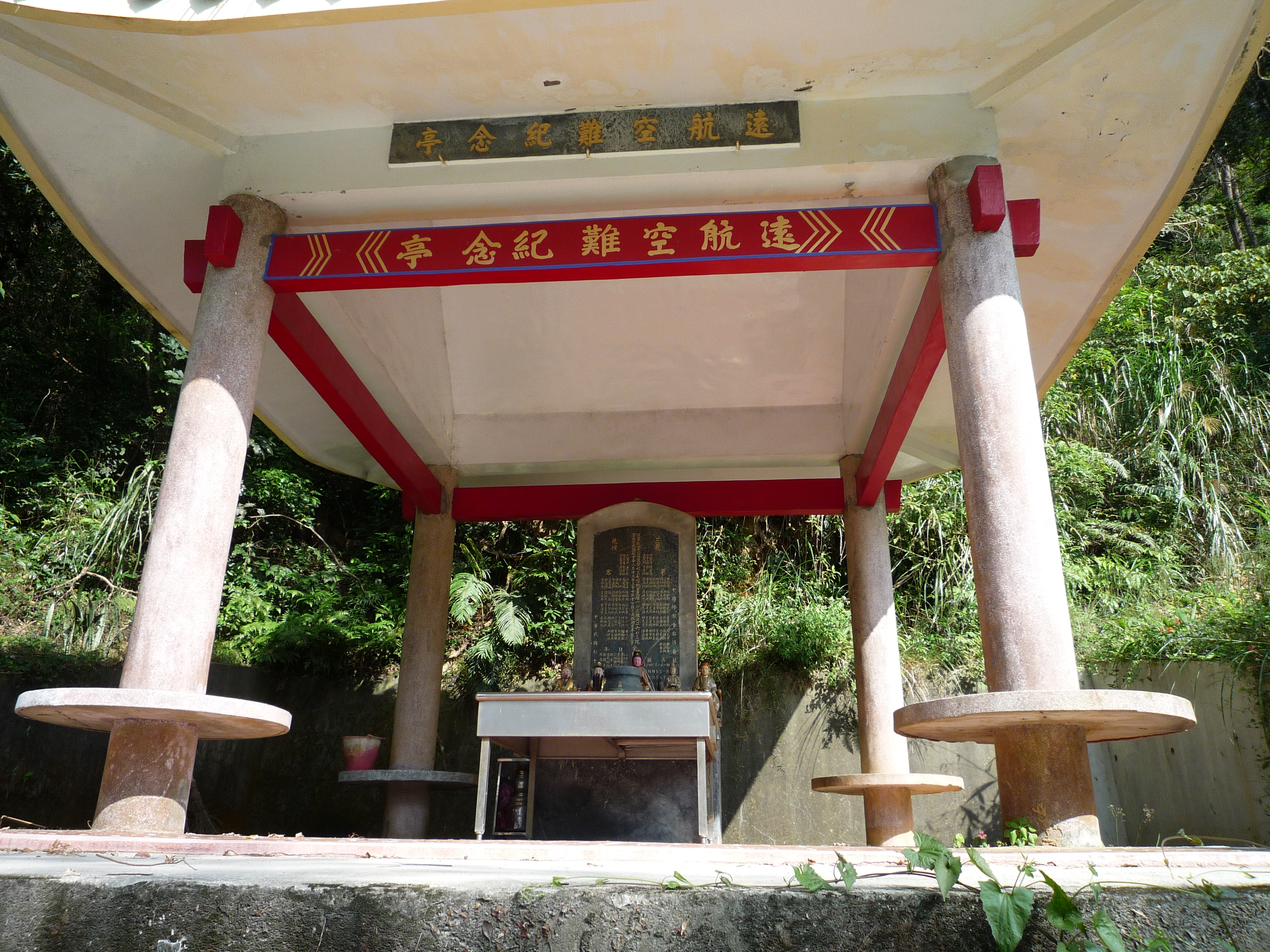
事故後的紀念亭

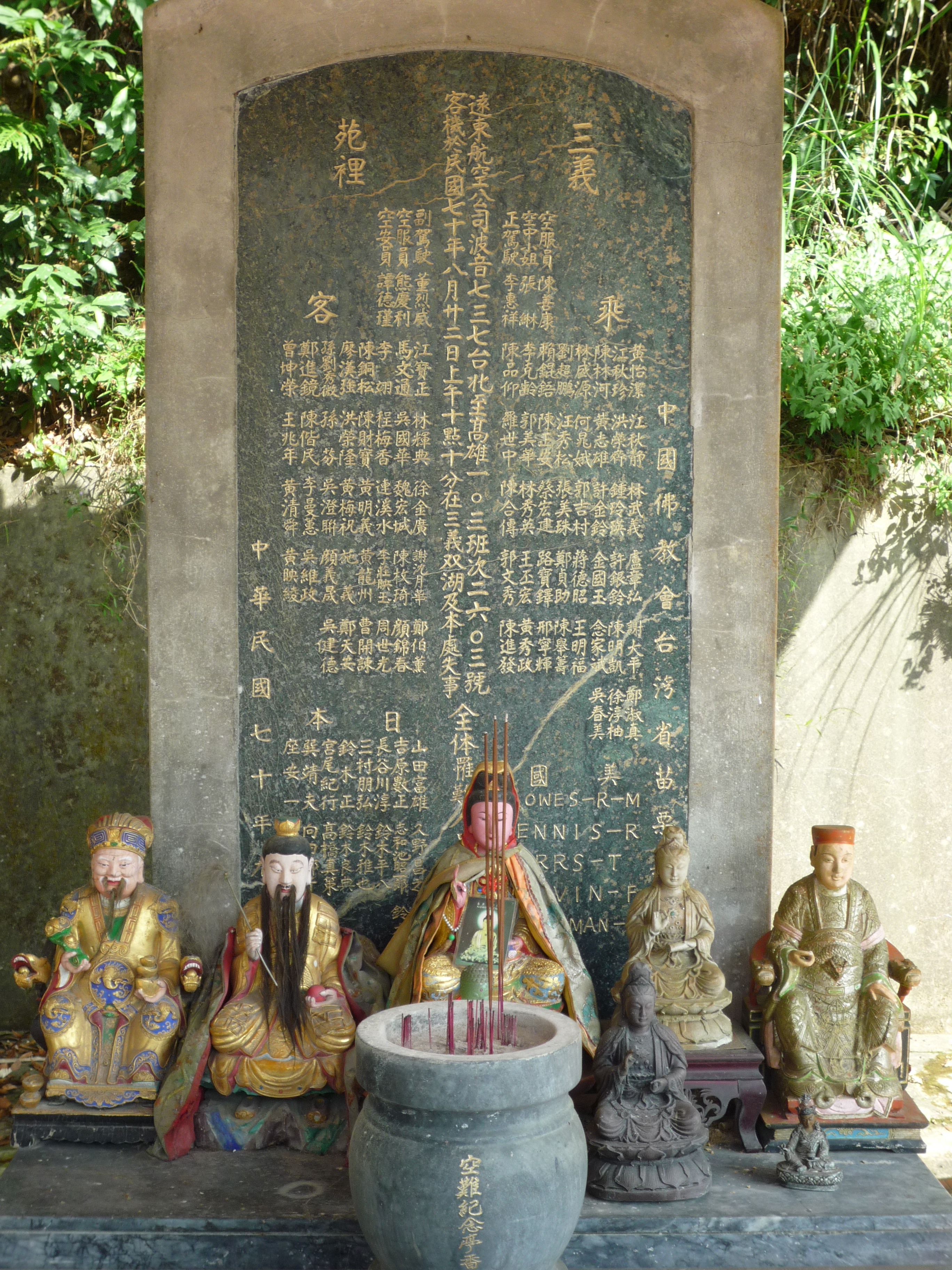
事故後的紀念碑，刻有所有罹難者名字。

在空難發生數月之後，遠東航空及中國佛教會台灣省苗栗分會在失事航班機尾殘骸處、慈濟山（大坪山）腳下蓋了座「遠航空難紀念亭」，地處偏僻，平日無人煙經過，直至空難當日或數日後仍有部分罹難者遺孀家屬到場憑弔。紀念碑文雖歷經三十餘載，但其碑文文字及敘述仍清晰可見。紀念碑正文刊載：
| “ | 遠東航空公司波音七三七台北至高雄一○三班次二六○三號客機於民國七十年八月二十二日上午十點十分在三義雙湖及本處失事 全體罹難者名單紀念碑 | ” |
|   | |   |

本紀念亭和紀念碑，實際位於苗栗縣苑裡鎮蕉埔里，鄰近三義鄉廣盛村交界處，縣道130號13K所插的里程牌旁邊。

## 類似原因的事故
- 日本航空123號班機
- 中華航空611號班機
- 阿羅哈航空243號班機
- 以色列航空1862號班機空難
- 英國海外航空781號班機空難

## 外部連結
- Aviation Safety Net （页面存档备份，存于） 事故資料
- Airliners.net （页面存档备份，存于） 遠東航空同型飛機照片
- 回顧遠航三義空難 - 台視記者張繼正 （页面存档备份，存于）